# Len Ford

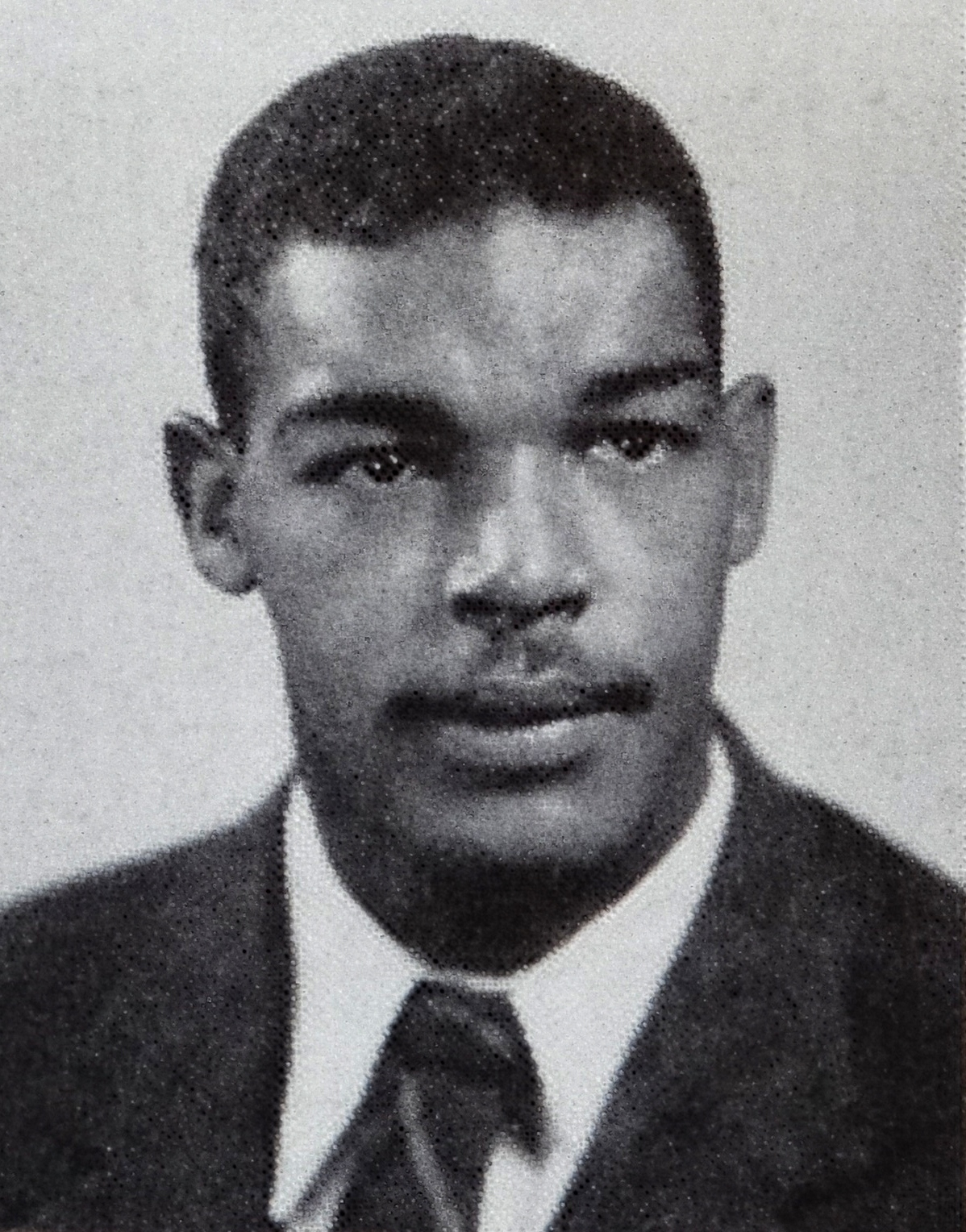
Leo Ford en 1970.

Leonard Guy Ford, Jr. (18 de febrero de 1926 - 14 de marzo de 1972) fue un jugador estodunidense de fútbol americano desde 1944 a 1955. Jugó en el equipo de la Universidad de Míchigan y en la liga profesional de fútbol americano para Los Angeles Dons, Cleveland Browns y Green Bay Packers. Fue introducido al salón de la fama Pro Football Hall of Fame en 1976 y en el Hall de Honor de Atletismo de la Universidad de Míchigan en 1996. 
Ford fue un atleta en su escuela secundaria en Washington D. C., y fue a la Universidad Estatal Morgan después de graduarse en 1944. Después de un breve periodo en la Fuerza Naval de Estados Unidos al año siguiente, fue transferido a Míchigan, donde jugó con los Míchigan Wolverines tanto en ataque como en defensa. Jugó para Míchigan desde 1945 a 1947 y fue miembro del equipo de fútbol americano invicto Míchigan Wolverines, que fue seleccionado como el mejor equipo en la historia del fútbol de Míchigan.

## Biografía
Ford nació en Washington D. C., Estados Unidos, en 1926.  Su padre, Leonard G. Ford, Sr., fue originario del estado de Virginia obrero del gobierno federal en 1920 y operador de una imprenta en la Imprenta del Gobierno de Estados Unidos en 1940. Su madre, Jeraldine, también era originaria de Virginia y trabajaba como trabajadora social en una junta en 1940. Ford tuvo una hermana mayor, Anita, y un hermano menor, Claude.
De adolescente, Ford asistió a la Escuela Técnica Secundaria Armstrong, donde jugó fútbol americano, básquetbol y béisbol.

## Universidad de Míchigan
Después de la guerra, Ford fue transferido a la Universidad de Míchigan para jugar al fútbol americano en un programa mayor al del Estado de Morgan.